# Ceratitis (Ceratitis)
Sous-genre
Ceratitis (Ceratitis) est un sous-genre d'insectes diptères brachycères de la famille des Tephritidae.

## Liste des espèces
Selon ITIS (20 février 2018) :
- Ceratitis antistictica Bezzi, 1913.
- Ceratitis brachychaeta Freidberg, 1991.
- Ceratitis caetrata Munro, 1949.
- Ceratitis capitata (Wiedemann, 1824) - "cératite", "mouche à fruit", "mouche méditerranéenne des fruits", "medfly".
- Ceratitis catoirii Guerin-Meneville, 1843.
- Ceratitis cornuta (Bezzi, 1924).
- Ceratitis malgassa Munro, 1939.
- Ceratitis manjakatompo Hancock, 1984.
- Ceratitis pinax Munro, 1933.